# 아리아노이르피노
아리아노이르피노(이탈리아어: Ariano Irpino)는 이탈리아 캄파니아주 아벨리노도의 코무네다.